# 館林明和バイパス
館林明和バイパス（たてばやしめいわバイパス）は、群馬県館林市苗木町から邑楽郡明和町川俣に至る国道122号のバイパス道路である。
旧道である館林市小桑原交差点 - 明和町大佐貫南交差点間は2019年（平成31年）3月26日に国道指定が解除され、小桑原交差点-諏訪町交差点が市へ移管、諏訪町交差点-明和町大佐貫南交差点間が以前より重複していた群馬県道7号佐野行田線の単独区間となったことで、現在は本バイパスが国道122号の現道となっている。

## 概要

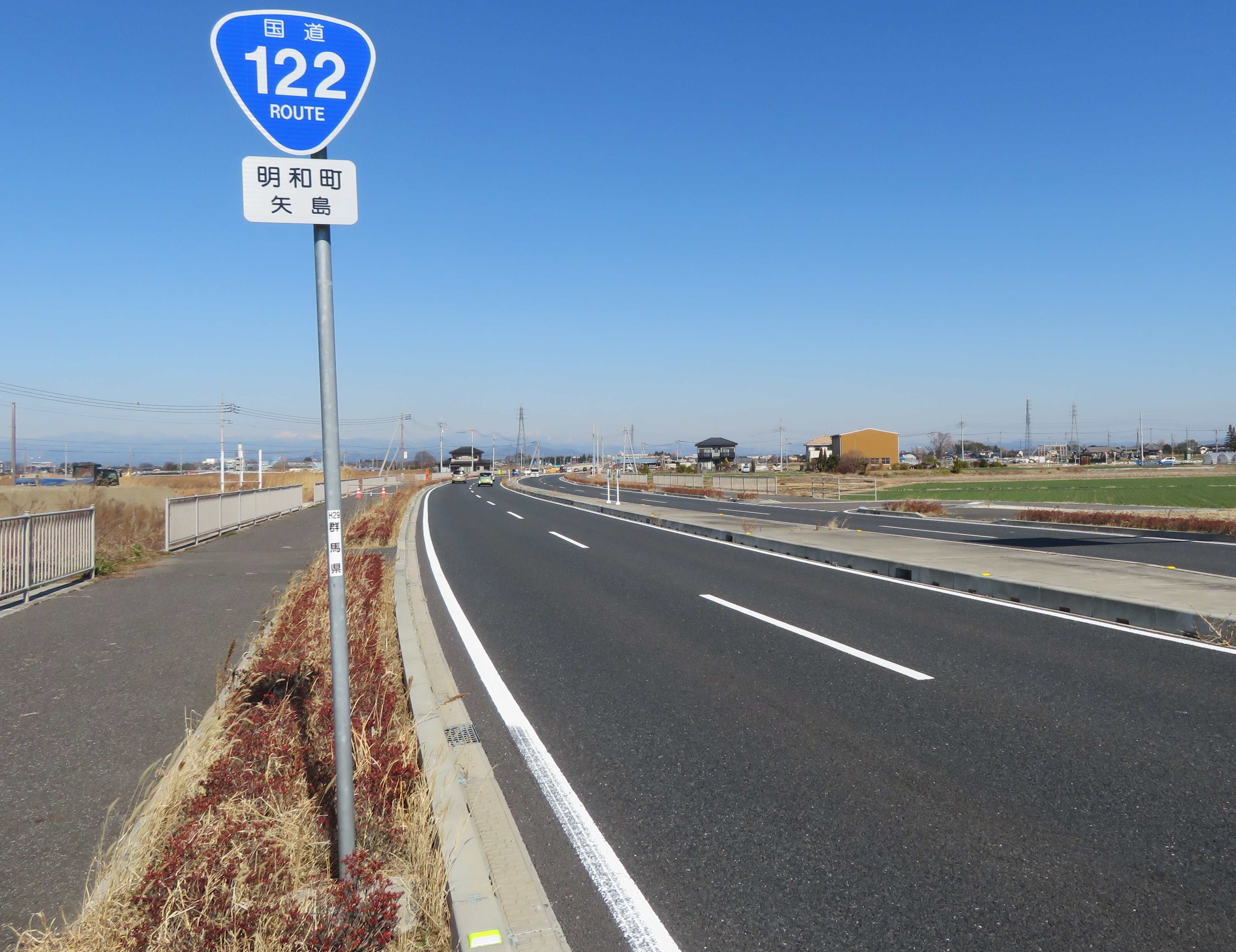
群馬県邑楽郡明和町矢島付近

国道122号の館林市内や明和町内区間の市街地で発生している慢性的な交通渋滞解消や地域産業の物流時間を短縮するために当バイパスが計画された。2009年（平成21年）度より事業に着手。総事業費は63億円で、2018年（平成30年）3月26日に全線4車線で開通した。
起点の館林市苗木町では、国道354号（東毛広域幹線道路）と接続する。また、途中の館林市青柳町では群馬県道83号熊谷館林線と交差するほか、谷田川を渡る。その南、群馬県道361号矢島大泉線は重複区間となり、終点の邑楽郡明和町川俣では、すでに4車線化されている国道122号の現道（川俣交差点以南）に直結する形となる。
当バイパスの開通によって、2014年（平成26年）4月11日に開通した同じく国道122号のバイパスである八重笠道路と合わせ、途中国道354号東毛広域幹線道路を挟んだ形で、太田市 - 羽生市間往来の掛かる時間の大幅短縮が見込まれ、旧道にあたる現道の歩道のない区間でも交通事故防止に繋がるとされる。
しかし、当バイパスの開通直後から合流部となる大佐貫南交差点が狭いクランク状になった影響により、昭和橋方面から旧道、または旧道から昭和橋方面へこの交差点を右左折する大型車により、大佐貫交差点付近まで渋滞が頻発する事態が起きている。そのため、開通を間もなくした2018年4月上旬以降、大佐貫南交差点および川俣駅入口交差点、矢島東交差点では大型車へ直進を促す立て看板が設置された。
現在、起点となるクリーンセンター前交差点から北進し、国道122号現道の西高根町交差点へ至る『国道122号館林バイパス』（都市計画道路青柳広内線）の計画が事業化されており、館林市の道路計画における『東部環状線』に直結する環状線の一部として整備される予定となっている。

## 地理

### 通過市町村
- 群馬県
  - 館林市 - 明和町

### 接続路線
| 交差する道路                  | 交差する道路                  | 交差点名           | 所在地 |
| ----------------------------- | ----------------------------- | ------------------ | ------ |
| 国道354号（東毛広域幹線道路） | 国道354号（東毛広域幹線道路） | クリーンセンター前 | 館林市 |
| 群馬県道83号熊谷館林線        | 群馬県道83号熊谷館林線        | 第三中学校西       | 館林市 |
| 群馬県道361号矢島大泉線       | 群馬県道361号矢島大泉線       | 矢島南             | 明和町 |
| 群馬県道7号佐野行田線         | 群馬県道7号佐野行田線         | 大佐貫南           | 明和町 |

### 主な橋梁
- 宮内橋（近藤川（谷田川の支流））
- 平成明和橋（谷田川）

### 沿線にある主な施設
- コストコ・ホールセール 群馬明和倉庫店
- 館林市立第三中学校